# 本格派推理小説
本格派推理小説（ほんかくはすいりしょうせつ）または本格推理小説（ほんかくすいりしょうせつ）、本格ミステリ（ほんかくミステリ）、本格ミステリー（ほんかくミステリー）、本格探偵小説（ほんかくたんていしょうせつ）とは、推理小説のジャンルの一つ。トリックや謎解き、頭脳派名探偵の活躍などを主眼とするものである。なお、本格ミステリは日本独自の概念・呼称で、英語でのpuzzlerやpuzzle storyあるいはclassical whodunitなどと内容的には類似しているといわれている。

## 概要と歴史

### 確立と発展
エドガー・アラン・ポーの『モルグ街の殺人』によって原型が確立され、イギリスのアーサー・コナン・ドイルやチェスタトンらの短編時代、および1920年代のアガサ・クリスティー、エラリー・クイーン、ディクスン・カーらによる長編本格ミステリの黄金時代を経て、フェア・プレイやサプライズ・エンディングなどの付帯状況が整備されていったとみなされている。
英国で黄金時代が築かれた時期に、日本においては江戸川乱歩によって創作熱が興り、第二次世界大戦後の推理小説復興期には横溝正史の本格長編がその口火を切った。
その後、文学派のミステリ作家との論争や社会派推理小説の台頭で、古典的ミステリ（例えば「豪壮な邸宅で起きる不可能犯罪」「奇怪な殺人者が跳梁し超人的頭脳の名探偵がそれを追い詰める」といったストーリーや、エラリー・クイーンの初期作品のようなパズル性を持った作品）への関心は薄れていき、またリアリティに反するという批判もあって本格ミステリは一時やや退潮した。
社会派推理小説作家を代表する一人である松本清張はエッセイ集『黒い手帖』（1961年）で、探偵小説を「＜お化屋敷＞の掛小屋」からリアリズム、文学を目指すべきだと説いたが、本格派推理小説は必ずしも社会派推理小説と対立するジャンルではない。
1970年代から1980年代にかけての横溝正史ブームは、角川書店の強力な宣伝や映画化ともあいまって、非常に大きな盛り上がりをみせた。また、書誌研究者の島崎博は、1975年に探偵小説専門誌『幻影城』を創刊し、古典的ミステリを掘り起こす試みを行っている。ベテラン作家の横溝正史、鮎川哲也、都筑道夫、土屋隆夫、中堅作家の泡坂妻夫、島田荘司、連城三紀彦などを中心に本格ミステリの新作も書き続けられていた
1987年、綾辻行人のデビュー作で、孤島の屋敷での連続殺人を描いた『十角館の殺人』が発売。この作品に端を発する「新本格ムーブメント」（本格ミステリの「第三の波」）が起こった（詳細は後述）。
北村薫は、普通の小説に対するものとは違う評価の尺度が、本格ミステリには必要だとしている。そのため、日本推理作家協会賞の授賞作品選定にはそれを考慮すべきだと述べている。
このような意見もあり、ジャンルとしての本格ミステリの発展とその年間最優秀作の選定のため、2000年に本格ミステリ作家クラブ（初代会長：有栖川有栖、初代事務局長：北村薫）が発足した。以降、年刊のアンソロジーの編纂と本格ミステリ大賞の選定を行っている。

### 概念と名称の発生
甲賀三郎による命名
ミステリを論理的な謎の解決を主とするものとそれ以外のものに分類する発想自体は「本格」の名称が誕生する以前にもあった。例えば佐藤春夫は、探偵小説には純粋な探偵小説と、前者ほど純粋ではない犯罪小説とでも言うべき（あるいは普通ミステリイ・ストーリーやファンタスティック・ストーリーと名づけられている）ものがあると考えていた。
「本格」の呼称を提唱したのは甲賀三郎で、同様の意味の「純粋探偵小説」という呼称も提唱したが「本格」が定着した。甲賀は、当時「探偵小説」と呼ばれていたジャンルが多様化しすぎていると考え、探偵による犯罪捜査のプロセスを主として描いたものを「本格探偵小説」、それ以外の「変格探偵小説」と呼び分けた。なお、甲賀の主張は名称による分離の問題であり、「本格」と「変格」に優劣をつけているわけではない。
さらに甲賀は「本格探偵小説」のみを「探偵小説」とし、「変格探偵小説」を「ショート・ストーリイ」などと呼んで分けることも提唱したが、これは受け入れられなかった。また、甲賀に前後して平林初之輔も探偵小説を「健全派」と「不健全派」とに呼び分けたが、これはほとんど顧みられなかった。
作家の意見
甲賀の主張に関して江戸川乱歩は、先述の佐藤春夫の見解を引いた上で、その佐藤が述べた一連の文学を一つの名称で呼ぼうとしたとき、本来なら（純正な）探偵小説も犯罪文学といえるからまとめて「犯罪文学」とするのがふさわしかったかもしれないが、「探偵小説」という名称の鮮明さゆえに、探偵小説、犯罪文学、怪奇小説、幻想小説を凡てひっくるめて、とりあえず「探偵小説」と呼ぶことになったと説明している。
これについて中島河太郎は、「探偵小説」という語の当時の新鮮な魅力に加えて、本格物周辺の小説（怪奇、幻想、空想科学、冒険、犯罪、魔境など）が専門のジャンルとして成立しなかったことや、探偵作家（ミステリ作家）も本格物だけでは執筆を維持できなかったことが、「探偵小説」が広義になった大きな理由だと述べている。
戦後
戦後になると、「変格」については、それぞれの作品の性格によって「怪奇小説」「幻想小説」「SF（空想科学小説）」などと呼ばれるようになったが、「本格」という名称は使用され続けた。

## 代表的な本格ミステリ作家
- エラリー・クイーン（Ellery Queen）
- ジョン・ディクスン・カー（John Dickson Carr)
- アガサ・クリスティ（Agatha Mary Clarissa Christie)
- S・S・ヴァン・ダイン（S. S. Van Dine)
- F・W・クロフツ（Freeman Wills Crofts)
- ドロシー・L・セイヤーズ（Dorothy Leigh Sayers)
- E・S・ガードナー（Erle Stanley Gardner)
- クリスチアナ・ブランド（Christianna Brand)
- 江戸川乱歩（初期作品）
- 甲賀三郎
- 大阪圭吉
- 浜尾四郎
- 蒼井雄
- 横溝正史
- 高木彬光
- 鮎川哲也
- 土屋隆夫
- 仁木悦子
- 佐野洋
- 笹沢左保
- 都筑道夫
- 泡坂妻夫
- 連城三紀彦
- 笠井潔
- 島田荘司
- 吉村達也
- 東野圭吾
- 岡嶋二人

1980年代後半から90年代にかけてデビューした新本格ミステリ作家については後述。

## 新本格ミステリ

### 概要と歴史

#### 確立
1987年、綾辻行人が講談社から島田荘司の推薦を伴い『十角館の殺人』（講談社ノベルス）でデビューした。同社編集者の宇山日出臣（宇山秀雄）は1990年代にかけて、綾辻以外の推理作家たちを「新本格」と銘打って集中的に売り出し、「新本格の生みの親」とも言われた。東京創元社編集者の戸川安宣も同時期に若手新人作家の活動をバックアップした。このような状況を受けて、1980年代後半から1990年代前半にかけ、国内のミステリの若手新人作家が相次いでデビュー、作品の出版点数が大きく高まり、一般的な注目も集まった。この一連の動きを指して、新本格ムーブメント（もしくは本格ミステリの第三の波〔これは笠井潔が提唱した呼称である〕）などと呼ぶ場合がある。

#### 作風
綾辻を起点とする新本格推理小説は、それ以前の本格推理小説群とは、やはりある種の断層がある。特に横溝の小説に見られるような、たぎるような人間の情念や日本人の土着性といった要素はかなり薄い。この頃は、日本はバブル景気の最中であり、また、書き手たちはまだ20代でおそらくは独身者が多く、実子もいない状態で書いていただろう。描かれる世界も、同世代、同時代を描いたものがほとんどである。このため、新本格は、全般的に、よくも悪くも軽快な印象を与えている。ちょうど、昭和のムード歌謡や演歌に対して、ニューミュージックやJポップといった音楽が勃興するのと同じ構図であった。

#### 発展
新本格派を登場時期を基準に分類する場合がある。当初は、綾辻行人、有栖川有栖、法月綸太郎などを代表的な作家とし、京都大学推理小説（）研究会出身の作家がその中心であったと見ることができる。同研究会は創設以来、会員が相互に「犯人当て」の問題を毎週出し合う伝統があり、プロの本格派推理小説作家になったメンバーも多い。この世代は、前述の古典的ミステリに倣った作風を志向しているのが特徴である（作家により差異はあるが、おおむね謎の不可解性や解決の論理性を重視している）。江戸川乱歩や横溝正史、クイーン（現在に至るまで、『Yの悲劇』のパロディものなどに取り組む作家は多い）などの影響を語る者も多い。狭義には「新本格派ミステリー作家」はこの世代の作家を指し、第一世代とも呼ばれる。
1994年前後にも京極夏彦、西澤保彦、森博嗣ら、新人作家が多く登場している。この世代を第二世代と呼ぶことがあり、講談社の編集者である唐木厚のプロモーションによるところが大きい。また、さらに後続世代の作品を第三世代、新新本格などと称して売り出すこともあったが、概して、世代が下るほど、第一世代が強く持っていた論理性への拘りは薄れる傾向にある。元々、出版社主導のキャッチコピーが起源ということもあるが、第一世代作家の出版点数が減少、その後ミステリがおおむね拡散状況となったため、現在では、この用語自体が、歴史的な用語に近くなっているとされる。

#### 文学賞とブックガイド
本格推理小説を対象とする公募文学賞の新設も相次いだ。また『本格ミステリ・ベスト10』のようなブックガイドも刊行されている。
1989年から鮎川哲也賞が公募を始めた。1992年から光文社が「本格推理 (光文社文庫)」の公募を始めた。文庫本スタイルでの公募のアンソロジーで、新人のデビューを後押しした。
1996年にスタートしたメフィスト賞の存在も大きい（もっとも、本格推理小説ではない小説も多数受賞している）。
2001年からは光文社が長編を公募するKAPPA-ONE登龍門がスタートした。
詳しくは「Template:推理小説の公募新人賞」を参照。

#### 「新本格」という用語
「新本格」という言葉は、綾辻行人の第2作『水車館の殺人』（1988年講談社ノベルス刊）の帯から使われ始め、同系統の新人ミステリ作家の作品に使用された講談社のコピーであった（そのため講談社系以外の作家およびその作品に対しては使用を避けるべきだという意見もある）。次第に東京創元社など他社からデビューした作家にも使用されるようになり、ジャンルのように定着した。
現在では「新本格」という言葉は先述のような意味を持っているが、過去にも以下のような別の意味合いで使用されたこともある。
- 英国の1940年前後の推理小説家群が「新本格派ミステリー作家」と総称された。これは、マイクル・イネス、マージェリー・アリンガム、ニコラス・ブレイクら、「本格ミステリ黄金時代」の後の時代に登場した本格作家群を、江戸川乱歩が評論集『幻影城』中「イギリス新本格派の諸作」でこう呼んだのである。
- 1966年から翌年にかけて読売新聞社が『新本格推理小説全集』と銘打った推理小説叢書を刊行している。なお、同叢書の責任監修・解説の松本清張は同叢書の序文において、社会派以来の推理小説の形骸化を反省・批判する文脈で「ネオ・本格」という標語を使用している。
- 高木彬光『黄金の鍵』角川文庫版の中島河太郎の解説によれば、1970年に刊行された同作初刊版刊行時に語られている作者の抱負で、著者はそれまでの自分の作品を「新本格推理小説」と位置づけている。
- 藤村正太『孤独なアスファルト』講談社文庫版の渡辺剣次の1976年に書かれた解説によれば、「乱歩賞は、それまで新本格ないしは文学派の作品で占められていた」と記述されており、この文脈内では仁木悦子らが新本格の作家と位置づけられている。

### 代表的な新本格ミステリ作家
一般に、日本の推理小説史においては、1980年代後半から90年代にかけてデビューした一連の作家群を指して、新本格ミステリ作家と呼ぶ場合が多い。ただ、「新本格」という言葉自体定義が曖昧なものであるため、この定義についても（それ以前にデビューしている笠井潔、島田荘司等を加えるなど）諸説ある。
1987年デビュー
- 綾辻行人 - 講談社ノベルス

1988年デビュー
- 折原一 - 東京創元社
- 斎藤肇 - 講談社ノベルス（長編デビュー[注 1]）
- 歌野晶午 - 講談社ノベルス
- 法月綸太郎 - 講談社ノベルス

1989年デビュー
- 有栖川有栖 - 東京創元社（長編デビュー[注 2]）
- 我孫子武丸 - 講談社ノベルス
- 北村薫 - 東京創元社
- 黒崎緑 - 第7回サントリーミステリー大賞読者賞
- 山口雅也 - 東京創元社

1990年デビュー
- 太田忠司 - 講談社ノベルス（長編デビュー[注 1]）
- 奥田哲也 - 講談社ノベルス（長編デビュー[注 1]）
- 中西智明 - 講談社ノベルス
- 芦辺拓 - 第1回鮎川哲也賞

1991年デビュー
- 白峰良介 - 講談社ノベルス
- 若竹七海 - 東京創元社
- 麻耶雄嵩 - 講談社（ハードカバー）
- 司凍季 - 講談社ノベルス

1992年デビュー
- 井上夢人（ソロデビュー）
- 二階堂黎人 - 講談社（ハードカバー）
- 篠田真由美 - 東京創元社
- 加納朋子 - 第3回鮎川哲也賞

1993年デビュー
- 近藤史恵 - 第4回鮎川哲也賞
- 貫井徳郎 - 東京創元社

1994年デビュー
- 倉知淳 - 東京創元社
- 京極夏彦 - 講談社ノベルス
- 愛川晶 - 第5回鮎川哲也賞
- 霞流一 - 第14回横溝正史ミステリ大賞佳作

1995年デビュー
- 西澤保彦 - 講談社ノベルス
- 北森鴻 - 第6回鮎川哲也賞

1996年デビュー
- 森博嗣 - 第1回メフィスト賞

1997年デビュー
- 蘇部健一 - 第3回メフィスト賞

1998年デビュー
- 柄刀一 - 原書房
- 高田崇史 - 第9回メフィスト賞

1999年デビュー
- 霧舎巧 - 第12回メフィスト賞
- 殊能将之 - 第13回メフィスト賞